# Klaus Hillenbrand

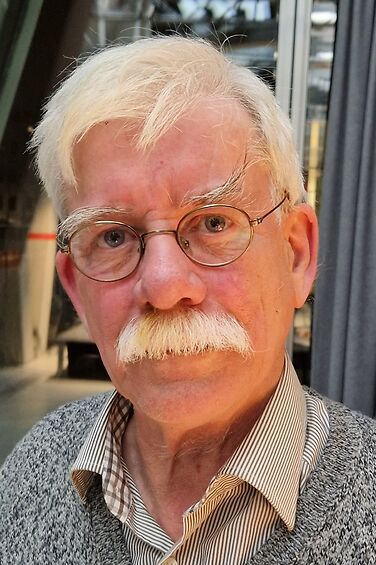
Klaus Hillenbrand, 2023

Klaus Hillenbrand (* 1957) ist ein deutscher Journalist.

## Leben
Hillenbrand studierte in Bonn und Berlin Politologie. Danach arbeitete er u. a. als freier Journalist auf Zypern. Bis zum Ruhestand 2023 war er als Ressortleiter für die Titelseite und die Schwerpunktthemen der taz verantwortlich. Dort war er zuvor Chef vom Dienst und Leiter des Inlandsressorts, 1994 für kurze Zeit auch interimistischer Chefredakteur, nachdem Michael Sontheimer entlassen worden war.
Seine Themenschwerpunkte sind Zeitgeschichte und der Nahe Osten. Er hat mehrere Bücher zur Geschichte des Nationalsozialismus veröffentlicht. Hillenbrand lebt in Berlin.

## Werke
- Cypern : Aphrodites geteilte Insel. (München, Beck. 1990. ISBN 978-3-406-33183-1, Beck’sche Reihe 837)
- Nicht mit uns – Das Leben von Leonie und Walter Frankenstein. (Jüdischer Verlag – Suhrkamp, f/m, 2008. 251 Seiten. ISBN 978-3-633-54232-1)
- Klaus Hillenbrand: Der Ausgetauschte. Die außergewöhnliche Rettung des Israel Sumer Korman. Fischer Taschenbuch, Frankfurt am Main 2011, ISBN 978-3-596-17845-2 (300 S.).
- Fremde im neuen Land – Deutsche Juden in Palästina und ihr Blick auf Deutschland nach 1945. (S. Fischer Verlag 2015, ISBN 978-3-10-033850-1)
- Blanka Alperowitz, Klaus Hillenbrand (Hg.): Die letzten Tage des deutschen Judentums (Berlin Ende 1942). Verlag Hentrich & Hentrich, Berlin 2017, ISBN 978-3-95565-192-3.[3]
- Das Amulett und das Mädchen. (Hentrich & Hentrich Verlag, Berlin Leipzig, 2019, ISBN 978-3-95565-305-7)
- Klaus Hillenbrand: Die geschützte Insel. Das jüdische Auerbach'sche Waisenhaus in Berlin. 1. Auflage. Verlag Hentrich & Hentrich, Leipzig 2024, ISBN 978-3-95565-649-2 (352 S.).